# 赵忠 (1952年)
赵忠（1952年8月—2020年11月25日），男，汉族，内蒙古固阳人，中华人民共和国政治人物，曾任中共乌海市委书记，内蒙古自治区人大常委会副主任。

## 生平
1969年12月参加工作，1980年4月加入中国共产党。早年在内蒙古工学院机械厂、呼和浩特市第二机床厂担任工人。1982年毕业于内蒙古大学汉语言文学系，历任中共内蒙古自治区党委组织部办公室秘书、办公室副主任、办公室主任。1993年，任中共包头市委副书记。1998年调至乌海市工作，任市长、市委书记、市人大常委会主任等职务。2008年1月27日在内蒙古自治区第十一届人民代表大会第一次会议第五次全体会议当选内蒙古自治区人大常委会副主任。2016年1月28日辞去内蒙古自治区第十二届人大常委会副主任、第十二届人大法制委员会主任委员职务。同年2月退休。2020年11月25日在天津逝世。